# Hard Stuff
Hard Stuff byla britská hard rocková superskupina. Členové skupiny byli: John Du Cann, Paul Hammond (oba Atomic Rooster), Harry Shaw (Curiosity Shoppe) a John Gustafson (Quatermass).

## Diskografie

### Studiová alba
- Bulletproof (1972)
- Bolex Dementia (1973)